# Liste der Naturdenkmale in Eschborn
Die Liste der Naturdenkmale in Eschborn nennt die im Gebiet der Stadt Eschborn im Main-Taunus-Kreis in Hessen gelegenen Naturdenkmale.
| Bild            | Bezeichnung                                          | Ortsteil, Lage                          | Beschreibung | Art        | Nr. |
| --------------- | ---------------------------------------------------- | --------------------------------------- | --- | ---------- | --- |
| Fotos hochladen | Nussbaum über dem Schneidweg in Eschborn             | Eschborn 50° 9′ 17,6″ N, 8° 34′ 1,9″ O  | Der Walnussbaum ist der letzte auf einer ehemals von Nussbäumen stark geprägten Flur. Heute ist er das herausragende Strukturelement, weithin sichtbar in der Agrarlandschaft. | Einzelbaum | 43  |
| Fotos hochladen | Silberlinde und Pappel an der Villa Luce in Eschborn | Eschborn 50° 8′ 44,6″ N, 8° 33′ 37,6″ O | Die mehrstämmige Silberlinde und die Schwarzpappel sind weithin sichtbare, starke, markante Einzelbäume innerhalb der geschlossenen Ortslage.                                  | Baumgruppe | 48  |

## Belege
1. ↑  
Naturdenkmale im Main-Taunus-Kreis (Stand September 2014). (pdf; 18,8 MB) in Umweltbericht Main-Taunus-Kreis 2014. Main-Taunus-Kreis; Der Kreisausschuss; Amt für Bauen und Umwelt, September 2014, S. 30–32, archiviert vom Original (nicht mehr online verfügbar) am 21. April 2016; abgerufen am 17. April 2016.
2. ↑  
Naturdenkmale in Hessen. (pdf; 405 kB) Anlage zu Kleine Anfrage der Abg. Ursula Hammann (BÜNDNIS 90/DIE GRÜNEN) vom 15.04.2011 betreffend Biotopverbund Teil 2 und Antwort der Ministerin für Umwelt, Energie, Landwirtschaft und Verbraucherschutz. Hessischer Landtag, 22. Juni 2011, S. 39–43, abgerufen am 4. Februar 2016.

- Karte mit allen Koordinaten:
- OSM |
- WikiMap